# 4382 Stravinsky
4382 Stravinsky (1989 WQ3) là một tiểu hành tinh vành đai chính được phát hiện ngày 29 tháng 11 năm 1989 bởi Freimut Börngen ở Tautenburg.